# William Norris
William Norris (2. července 1802 Baltimore, Maryland – 5. ledna 1867 Filadelfie, Pensylvánie) byl americký stavitel parních lokomotiv a podnikatel. Ve Filadelfii založil roku 1832 spolu s majorem S. H. Longem společnost později známou jako Norris Locomotive Works a se svými bratry ji vedl až do počátku 40. let. Filadelfská továrna byla uzavřena roku 1866; za dobu její existence tu vznikla asi tisícovka lokomotiv.

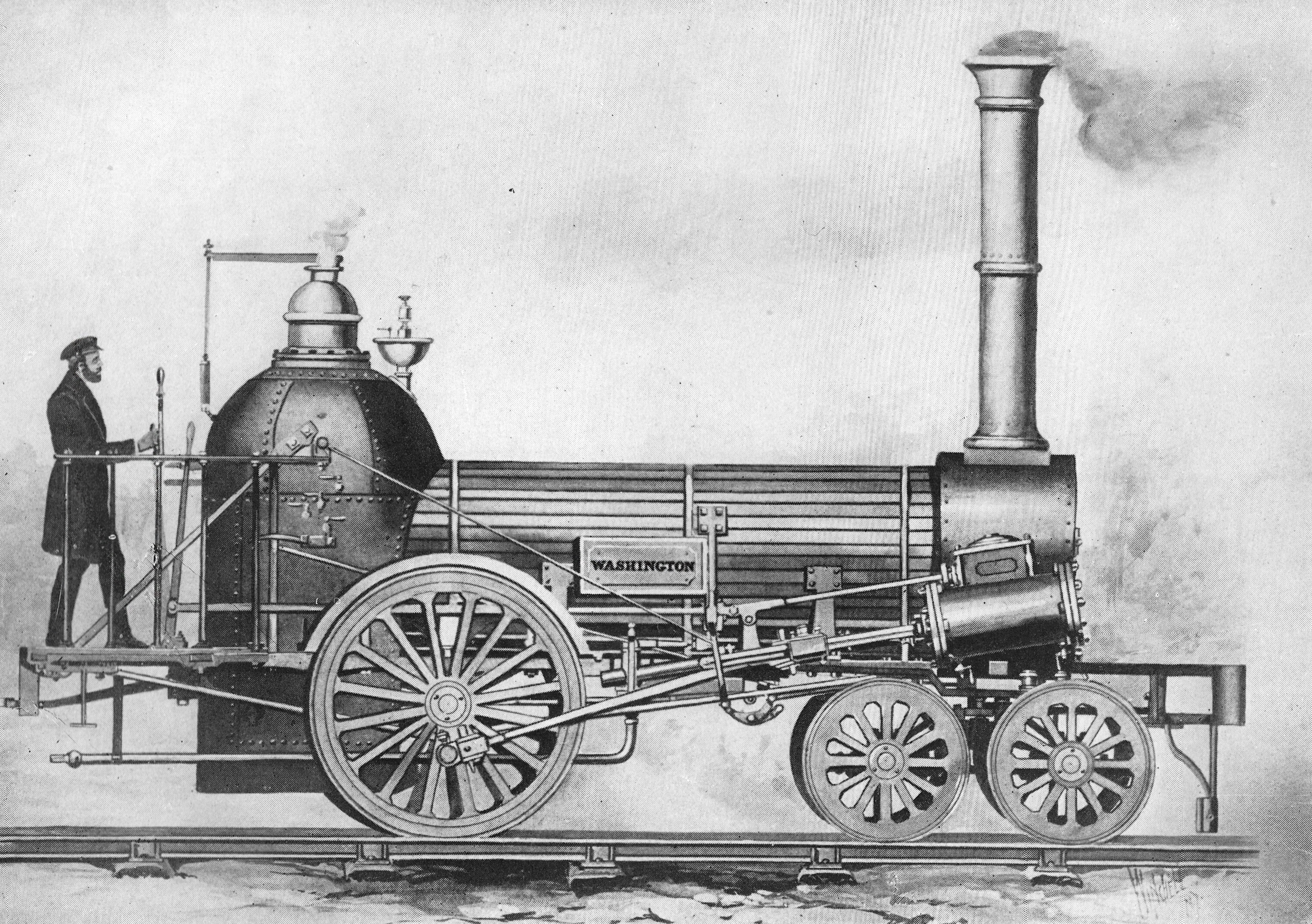
Lokomotiva 4-2-0 "WASHINGTON", William Norris Co. 1836

Spolu s bratrem Septimem na základě lokomotivy Angličana Edwarda Buryho v roce 1836 postavili lokomotivu "GEORGE WASHINGTON" s tehdy přelomovým uspořádáním pojezdu 4-2-0 (tj. dvounápravový nosný podvozek s možností pohybu vůči ose stroje vpředu, před jedinou hnanou nápravou. Toto uspořádání pojezdu bylo později označováno jako Norris, evropská notace 2'A). Dne 10. července 1836 s ní na Belmontské pláni, stoupající od řeky Schuylkill River k Belmont Hill u Filadelfie provedli památnou zkoušku. Jejich stroj, údajně jako první na světě, tu dokázal, že parní lokomotiva může vyjet vlastní silou do vrchu a zároveň táhnout užitečný náklad. Lokomotiva o hmotnosti 14 400 liber (6 530 kg) vytáhla zátěž 19 200 liber (8 710 kg), včetně 24 osob, po dráze dlouhé 2 805 stop (855 m) s převýšením 187 stop (57 m), čili do stoupání 1:15 (téměř 67 ‰). Tři dni nato byla zkouška zopakována pod oficiálním dohledem, s ještě větší zátěží.

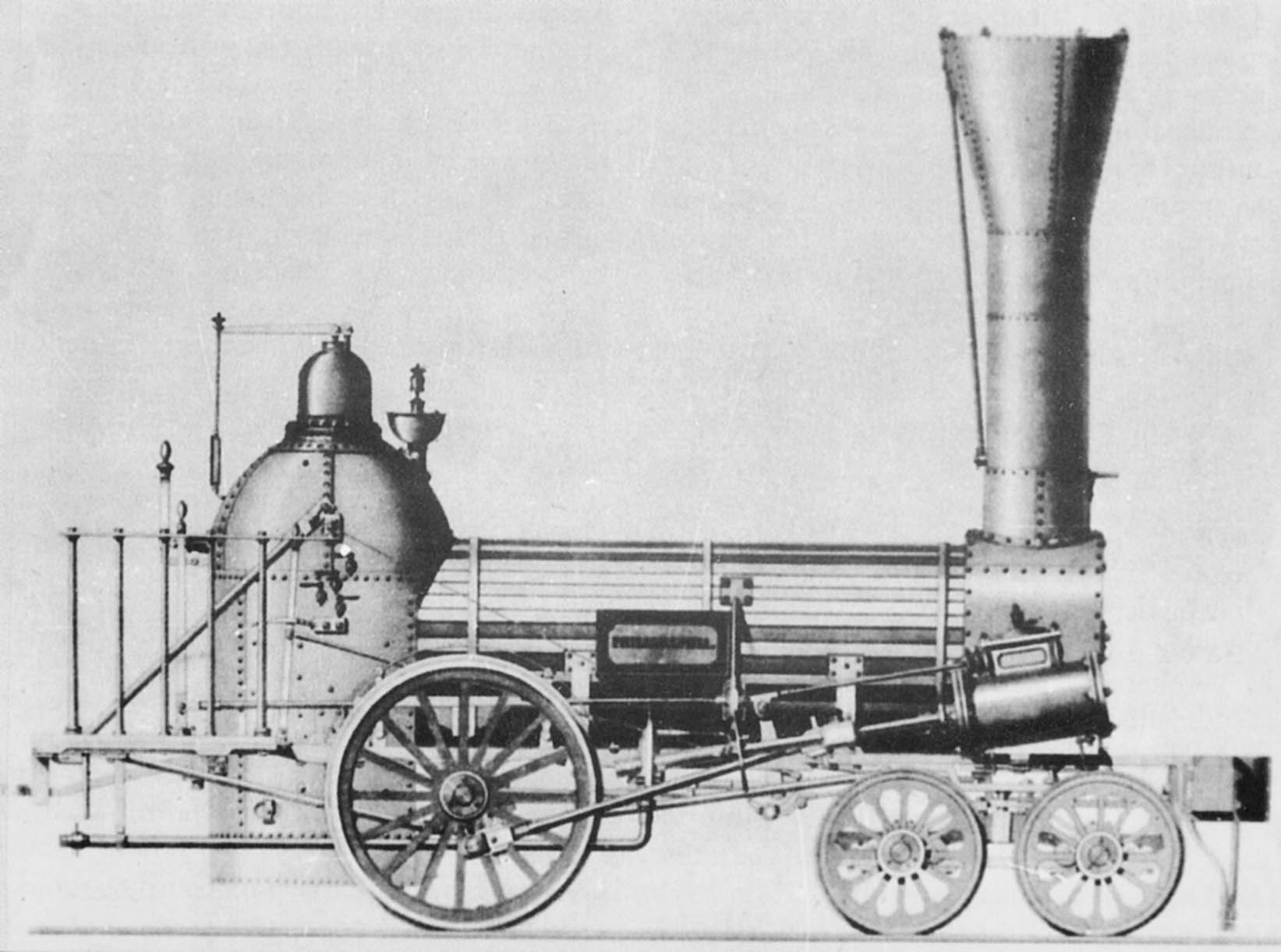
Parní lokomotiva "PHILADELPHIA" Vídeňsko–raabské (Gloggnitzské) dráhy byla pravděpodobně první Norrisovou lokomotivou dovezenou do Rakousko-Uherska (výrobní typ "B", 1837). Stejnou lokomotivu jménem "COLUMBUS" si ve stejném roce pořídila pro svůj první zprovozněný úsek do Wagramu i Severní dráha císaře Ferdinanda. Proti lokomotivám anglickým 1A1 (Stephenson) s válci uvnitř vnějšího rámu byly lehčí, měly jednodušší, účelnější konstrukci a lepší průjezd oblouky; typ "B" měl ale na traťovou lokomotivu už tehdy poměrně malý výkon (jen asi 35 k)

William zavedl na přelomu 30. a 40. let 19. století lokomotivy 4-2-0 ve své továrně do výroby a v Americe prakticky propagoval jeho provozní výhody.
Norrisova lokomotivka byla v 50. letech 18. století největší továrnou svého druhu v USA, a zřejmě i na světě. Její stroje se s úspěchem vyvážely i do zámoří. Již v roce 1840 bylo třicet procent produkce firmy určeno pro zahraniční trhy. Norrisovy stroje jezdily v Anglii, Francii, ve státech Německého spolku (včetně Pruska, Rakouska a Saska), v Belgii, Itálii, Kanadě, na Kubě a v Jižní Americe. Na řadě drah jimi byl slavnostně zahajován provoz. Do Rakousko-Uherska dovezl první Norrisovu lokomotivu už roku 1837 Mathias Schönerer pro Vídeňsko–raabskou dráhu. V letech 1844–46 Norris provozoval ve Vídni pobočku, kde se pro zákazníky na evropském kontinentu lokomotivy montovaly z dílů, dovezených ze Spojených států.
William Norris byl za své zásluhy zvolen v roce 1837 členem American Philosophical Society.